# Рыжов, Николай Иванович
Никола́й Ива́нович Рыжо́в (18 [31] октября 1900, Москва — 12 мая 1986, Москва) — советский актёр театра и кино. Народный артист СССР (1971).

## Биография
Николай Рыжов родился в Москве, в семье актёров Малого театра. Представитель актёрской театральной династии Бороздиных-Музиль-Рыжовых, столетие которой отмечалось в 1946 году.
В 1909—1917 годах учился во Флёровской гимназии. В 1918 году поступил на драматические курсы при Малом театре (ныне Высшее театральное училище имени М. С. Щепкина), со 2-го курса перешел в Государственный институт музыкальной драмы (до 1918 — Музыкально-драматическое училище Московского филармонического общества, ныне — ГИТИС). Окончил в 1921 году.
В 1921—1922 годах — актёр театра «Искусство и труд», в 1922—1923 — театра имени И. П. Каляева (оба в Москве).
С 1923 года — актёр Малого театра. Свои лучшие роли сыграл в пьесах А. Н. Островского.
Работал на радио, принимал участие в дублировании иностранных фильмов.

Надгробный памятник установленный на могиле семьи Рыжовых на Новодевичьем кладбище Москвы

Николай Иванович Рыжов скончался 12 мая 1986 года в Москве. Похоронен на Новодевичьем кладбище (участок № 8).

### Семья
- Мать — Варвара Николаевна Рыжова (1871—1963), актриса театра и кино. Народная артистка СССР (1937).
- Отец — Иван Андреевич Рыжов (1866—1932), солист Большого театра, актёр Малого театра. Заслуженный артист Республики (1925).
- Супруга — Лидия Дмитриевна Рыжова (урождённая Белая, 1911—2006), актриса Московского музыкального театра им. К. С. Станиславского и Вл. И. Немировича-Данченко.
- Дочь — Татьяна Николаевна Рыжова (1941—2012), актриса Малого театра.

## Звания и награды
- Заслуженный артист РСФСР (1937)
- Народный артист РСФСР (1949)[5]
- Народный артист СССР (12.08.1971)[6]
- Два ордена Трудового Красного Знамени (1949, 1974)
- Орден Дружбы народов (1980)
- Медаль «За оборону Москвы» (1944)
- Медаль «За доблестный труд в Великой Отечественной войне 1941—1945 гг.» (1946)
- Медаль «В память 800-летия Москвы» (1948)
- Медаль «За победу над Германией в Великой Отечественной войне 1941—1945 гг.»
- Медаль «В ознаменование 100-летия со дня рождения Владимира Ильича Ленина»

## Творчество

### Роли в Малом театре
- 1919
  - Гонец — «Ричард III» У. Шекспира
  - Мерлюш — «Скупой» Ж-Б. Мольера
- 1920
  - Бриндавуан — «Скупой» Ж-Б. Мольера
- 1923
  - Бальтазар — «Венецианский купец» У. Шекспира
  - Дормедонт — «Поздняя любовь» А. Н. Островского
  - Стенко — «Медвежья свадьба» А. В. Луначарского
- 1924
  - Вельвицкий — «Завтрак у предводителя» И. С. Тургенева
  - слуга Антония — «Юлий Цезарь» У. Шекспира
  - Джек Бартвик — «Серебряная коробочка» Дж. Голсуорси
  - Первый мужчина — «Волчьи души» Дж. Лондона
  - Мишка и Трактирный слуга — «Ревизор» Н. В. Гоголя
  - Алексей Степанович Молчалин — «Горе от ума» А. С. Грибоедова
  - Платон Зыбкин — «Правда — хорошо, а счастье лучше» А. Н. Островского
  - Там Бой — «Иван Козырь и Татьяна Русских» Д. П. Смолина
  - Рувим — «Уриэль Акоста» К. Гуцкова
  - Плетень — «Псиша» Ю. Д. Беляева
  - Шапкин — «Гроза» А. Н. Островского
- 1925
  - Ерёмушка — «Аракчеевщина» И. С. Платона
  - Белькаш — «3агмук» А. Г. Глебова
  - Фриц — «Лево руля!» В. Н. Билль-Белоцерковского
  - Джемс Викам — «Обетованная земля» С. Моэма
  - Сеня — «На бойком месте» А. Н. Островского
  - Вася — «Таланты и поклонники» А. Н. Островского
  - Думный дворянин — «Воевода» («Сон на Волге») А. Н. Островского
  - Сакко — «Заговор Фиеско» Ф. Шиллера
- 1926
  - Онисим Панфилович Белогубов — «Доходное место» А. Н. Островского
  - Жаров — «Наследие времён» И. С. Платона
  - Василий Данилович Вожеватов — «Бесприданница» А. Н. Островского
  - Григорий — «Амур в лапоточках» П. С. Сухотина
  - Иван Колосов — «Любовь Яровая» К. А. Тренёва
- 1927
  - Межрайонец — «1917 год» Н. Н. Суханова и И. С. Платона
  - Гусар — «Гусары и голуби» В. М. Волькенштейна
  - Фёдор Андреевич Люлюков — «Ревизор» Н. В. Гоголя
- 1928
  - Егор Васильевич Курчаев — «На всякого мудреца довольно простоты» А. Н. Островского
  - Тёткин — «Сигнал» С. И. Поливанова и Л. М. Прозоровского
  - Таза — «Альбина Мегурская» Н. Н. Щаповаленко
  - Пётр Иванович Бобчинский — «Ревизор» Н. В. Гоголя
- 1929
  - Герман — «Разбойники» Ф. Шиллера
  - Платон Михайлович — «Горе от ума» А. С. Грибоедова
  - Купчик — «Растеряева улица» М. С. Нарокова (по Г. И. Успенскому)
- 1930
  - Порываев — «Огненный мост» Б. С. Ромашова
  - Мотыльков — «Смена героев» Б. С. Ромашова
  - Гафаров — «Ледолом» В. М. Чуркина
  - Елеся — «Не было ни гроша, да вдруг алтын» А. Н. Островского
- 1931
  - Кителькут — «В дальней фактории» Н. Н. Шаповалекко
  - Семён — «Ясный лог» К. А. Тренёва
  - Василий Леонидович Звездинцев — «Плоды просвещения» Л. Н. Толстого
- 1932
  - Федотов — «Мстислав Удалой» О. Л. Прута
  - Непутёвый — «На бойком месте» А. Н. Островского
- 1933
  - Блауштейн — «Диплом» А. Я. Бруштейн и Б. В. Зона
  - Михаил Скроботов — «Враги» М. Горького
- 1934
  - Тимошенко — «Бойцы» Б. С. Ромашова
  - Андрей Титыч — «В чужом пиру похмелье», композиция М. С. Нарокова по А. Н. Островскому
  - Андрей — «Женитьба Белугина» А. Н. Островского и Н. Я. Соловьёва
- 1935
  - Обаб — «Бронепоезд 14-69» Вс. В. Иванова
  - Митрофан Простаков — «Недоросль» Д. И. Фонвизина
- 1936
  - Рожнов — «Борис Годунов» А. С. Пушкина
  - Пётр — «Лес» А. Н. Островского
- 1938
  - Коряга — «Богдан Хмельницкий» А. Е. Корнейчука
- 1940
  - Амос Панфилович Барабошев — «Правда — хорошо, а счастье лучше» А. Н. Островского
- 1941
  - Пьер Безухов — «Отечественная война» И. Я. Судакова, инсценировка по роману Л. Н. Толстого «Война и мир»
- 1944
  - Грязной — «Иван Грозный» А. Н. Толстого
  - Михаил Борисович Лыняев — «Волки и овцы» А. Н. Островского
- 1945
  - Гриша Разлюляев — «Бедность не порок» А. Н. Островского
- 1946
  - Лишёв — «За тех, кто в море!» Б. А. Лавренёва
- 1947
  - Ф. И. Толбухин — «Южный узел» А. А. Первенцева
- 1948
  - Василий Данилович Вожеватов — «Бесприданница» А. Н. Островского
  - Земляника — «Ревизор» Н. В. Гоголя
- 1949
  - И. И. Пущин — «Наш современник» («А. С. Пушкин») К. Г. Паустовского
- 1950
  - Иван Иванович Городулин — «На всякого мудреца довольно простоты» А. Н. Островского
- 1951
  - Афремов — «Живой труп» Л. Н. Толстого
- 1952
  - Филипп Блохин — «Порт-Артур» И. Ф. Попова и А. Н. Степанова
- 1953
  - Фомин — «Иван Рыбаков» В. М. Гусева
- 1956
  - Бахчеев — «Село Степанчиково и его обитатели» Ф. М. Достоевского, инсценировка Н. Р. Эрдмана
- 1958
  - Джозеф Седли — «Ярмарка тщеславия» У. Теккерея, инсценировка И. В. Ильинского
  - лорд Август — «Веер леди Уиндермир» О. Уайльда
- 1960
  - Закатов — «Любовь Яровая» К. А. Тренёва
- 1961
  - Мефодий Коровай — «Крылья» А. Е. Корнейчука
- 1962
  - Михаил Борисович Лыняев — «Волки и овцы» А. Н. Островского
- 1963
  - Худобаев — «Светит, да не греет» А. Н. Островского и Н. Я. Соловьёва
- 1965
  - Амос Панфилович Барабошев — «Правда — хорошо, а счастье лучше» А. Н. Островского
  - Сапунов — «Белые облака» В. И. Блинова
- 1966
  - Боцман — «Оптимистическая трагедия» В. В. Вишневского
- 1967
  - Лодж-отец — «Джон Рид» Е. Р. Симонова
  - Харитонов — «Старик» М. Горького
  - Супрун — «Мои друзья» А. Е. Корнейчука
- 1970
  - Джон Седли — «Ярмарка тщеславия» В. Теккерея, инсценировка И. В. Ильинского
- 1973
  - Панкрат — «Касатка» А. Н. Толстого
  - Евгений Аполлонович Милонов — «Лес» А. Н. Островского
- 1975
  - князь Тугоуховский — «Горе от ума» А. С. Грибоедова
- 1976
  - Тимофей — «Беседы при ясной луне» В. М. Шукшина
- 1977
  - Закатов — «Любовь Яровая» К. А. Тренёва
- 1982
  - Борис Борисович Симеонов-Пищик — «Вишнёвый сад» А. П. Чехова

### Фильмография
- 1925 — Коллежский регистратор — эпизод
- 1925 — Правда жизни (короткометражный) — рабочий Иван
- 1936 — Путешествие в Арзрум — Раевский
- 1941 — В тылу врага — эпизод
- 1943 — Кутузов — Волконский
- 1944 — Зоя — отец Зои
- 1946 — Клятва — Каганович
- 1949 — Сталинградская битва — Каганович
- 1949 — Падение Берлина — Каганович
- 1954 — Анна на шее — эпизод
- 1956 — Песнь Этери — Танеев
- 1964 — Космический сплав — Шершавин
- 1968 — Братья Карамазовы — Трофим Борисович
- 1970 — Судьба резидента — профессор Васнецов

### Телеспектакли
- 1951 — Правда — хорошо, а счастье лучше — Амос Панфилович Барабошев
- 1952 — На всякого мудреца довольно простоты — Иван Иванович Городулин
- 1952 — Горе от ума — Платон Михайлович Горич
- 1959 — Растеряева улица — Толоконников
- 1964 — Порт-Артур — Филипп Блохин
- 1967 — Северный свет — Грилли
- 1969 — Грех — Яскрович
- 1974 — Правда — хорошо, а счастье — лучше — Амос Панфилович Барабошев
- 1972 — Светит, да не греет — Худобаев
- 1973 — Волки и овцы — Лыняев
- 1973 — Обрыв — Нил Андреевич
- 1974 — Дом Островского — Лыняев
- 1974 — Старик — Харитонов
- 1975 — Лес — Милонов
- 1977 — Горе от ума — князь Тугоуховский
- 1977 — Оптимистическая трагедия — боцман
- 1981 — Беседы при ясной луне — Тимофей
- 1981 — Любовь Яровая — Закатов
- 1983 — Вишнёвый сад — Борис Борисович Симеонов-Пищик

Озвучивание
- 1946 — Большие надежды — дубляж — мистер Джаггерс (роль Ф. Л. Салливана)
- 1948 — Оливер Твист — дубляж — мистер Бамбл (роль Ф. Л. Салливана)
- 1961 — Трудная жизнь — дубляж — маркиз Капперони (роль Д. Варгаса)

## Память
- В 1985 году был снят документальный фильм «Театральная династия». Автор — В. Я. Лакшин, режиссёр О. В. Кознова.
- Телевизионный канал «Культура» в 2005 году, к 100-летию актёра, подготовил документальный фильм «Он был Рыжов»[7].